# Битка код Туниса
Битка код Туниса (Битка код Баграде) одиграла се 255. године п. н. е. између војске Римске републике предвођене Марком Атилијем Регулом и Картагине предвођене Ксантипом од Картагине. Битка је део Првог пунског рата и завршена је великом картагинском победом и уништењем римске експедиције у Северној Африци. Картагина више није била непосредно угрожена, а тежиште рата се поново преселило на Сицилију.

## Позадина
Након победе у бици код Екнома Римљанима је био отворен пут до Африке и конзули су, поправивши бродове и узевши свеже залихе, запловили морем и пристали у Клупеји, на североисточном углу рта Хермијан. Освојивши град након кратке опсаде и претворивши га у полазиште ратних операција, римске вође су почеле да пустоше богату област препуну вила и имања имућних Картагињана. Из Сената стиже наређење да се Манлије врати у Рим, заједно са флотом и већим делом плена. У Африци остаје Регул који наставља поход са војском од око 15.000 људи. Неко време поход је био успешан, а Картагињани се повлаче унутар својих зидова и постају пасивни посматрачи пропадања и разарања које је стигло до самих капија града. Регул је заузео Тунес и претворио овај град у свој штаб. Тиме је онемогућио комуникацију Картагине са копном. Нове страхове донео је општи устанак дивљих номадских племена која су кренула по целој земљи, пљачкајући и спаљујући све што су Римљани оставили.

## Припреме за битку
Картагини је сада претила глад, а број становника се повећао доласком многих бегунаца који су желели да се сакрију унутар зидина. У очајању, Картагињани су послали изасланике да договоре услове мира са Регулом. Конзулов став је био јако надмен, а услови претерани, тако да су картагинске вође решиле да се боре до краја и издрже и оно најгоре. Та упорност им је на крају донела и награду. У Картагину је стигао контингент грчких плаћеника, а са њима и Спартанац по имену Ксантип који је био обучен у старој дисциплини Ликурга и часно се борио против Пира када је овај краљ опколио Спарту.
Ксантип је убрзо показао приметно умеће и њему су поверене картагинске трупе. Грци су увидели грешку картагинских вођа, који су страховали од сусрета са римским легијама на отвореном простору и држали се брда и узвишења где нису могли ефикасно да користе коњицу и слонове.

## Битка
Пошто је провео неко време у организацији и вежбању трупа, Ксантип је изашао из Картагине и улогорио се на отвореној равници, са снагама које су се састојале од 12.000 пешака, 4.000 коњаника и 100 слонова. Регул није оклевао у прихватању изазова и уследила је битка која се завршила потпуним поразом римских трупа. Римски војници су, додуше, потпуно оправдали свој углед и показали се као далеко надмоћнији над пешадијом Картагине, али су поражени снажним нападом слонова и изгажени до смрти, или раскомадани од стране коњаника, изузев 2.000 војника који су успели да побегну у Клупеју. Само 500 војника је било заробљено, а међу њима је био и конзул Регул.

## Последице
Након битке преживели Римљани окупили су се код Асписа. Картагињани су их једно време неуспешно опседали. Преживелима Римљанима дошла је у помоћ римска флота од 350 бродова. Након победе над картагињанском флотом превезли су преживеле до близу Сицилије. Ту их је задесила велика олуја, у којој је спашено само 80 бродова. Том приликом вероватно се подавило око 25.000 војника и 70.000 морнара. Након уништења римске флоте Картагињани су се поново охрабрили и послали су Хаздрубала са војском на Сицилију.